# 伽利略不变性
伽利略不变性或伽利略相对性原理表明，所有惯性参考系的运动定律是相同的。该原理由伽利略·伽利莱于1632年在《关于托勒密和哥白尼两大世界体系的对话》中首次提出，他通过一个例子说明：一艘船在平静的海面上以恒定速度行驶，不晃动，任何在甲板下的观察者都无法判断船是运动的还是静止的。

## 公式
具体来说，今天所说的“伽利略不变性”通常是指该原理应用于牛顿力学的情况，即牛顿运动定律在通过伽利略变换相关的所有参考系中都成立。换句话说，通过伽利略变换相关的所有参考系都是惯性参考系（意味着牛顿的运动方程在这些参考系中有效）。在这种情况下，这种原理有时也被称为“牛顿相对性”。
牛顿理论中的公理包括：
1. 存在一个绝对空间，在其中牛顿定律成立。惯性参考系是相对于绝对空间做相对均匀运动的参考系。
2. 所有惯性参考系共享一个普遍的时间。

伽利略相對性可以通过以下方式來證明。考慮兩個慣性參考系S和S'。在S中的一個物理事件將具有位置座標r = (x, y, z)和時間t，而在S'中具有位置座標r' = (x', y', z')和時間t'。根據上面的第二公理，可以同步這兩個參考系中的時鐘，並假設t = t'。假設S'相對於S以速度v作相對勻速運動。考慮一個點物體，其在S'中的位置由函數r'(t)表示，在S中的位置由函數r(t)表示。我們可以看到，
{\displaystyle r'(t)=r(t)-vt.\,}
物体的速度由位置的时间导数给出：
{\displaystyle u'(t)={\frac {d}{dt}}r'(t)={\frac {d}{dt}}r(t)-v=u(t)-v.}
另一项微分得到两个参考系中的加速度：
{\displaystyle a'(t)={\frac {d}{dt}}u'(t)={\frac {d}{dt}}u(t)-0=a(t).}
正是这个简单但至关重要的结果，体现了伽利略相对性。假设质量在所有惯性参考系中保持不变，上述方程表明，如果牛顿的力学定律在一个参考系中成立，那么它必须在所有参考系中成立。但它被假定在绝对空间中成立，因此伽利略相对性也成立。

### 牛顿理论与狭义相对论的比较
可以将牛顿相对性与狭义相对论进行比较。
牛顿理论的一些假设和属性包括：
1. 存在无数个惯性参考系，每个参考系都是无限大的（整个宇宙可能被多个线性等效的参考系覆盖）。任何两个参考系之间可能处于相对均匀运动状态。（上面推导的力学的相对论性质表明，绝对空间的假设并非必要。）
2. 惯性参考系可以以所有可能的相对均匀运动形式运动。
3. 存在普遍的、绝对的时间观念。
4. 两个惯性参考系之间通过伽利略变换相关。
5. 在所有惯性参考系中，牛顿定律和引力定律成立。

相比之下，狭义相对论中的相应表述如下：
1. 同样存在无数个非惯性参考系，每个参考系与一个独特的时空坐标集合相关，并由此物理条件决定。每个参考系可以是无限大的，但其定义总是由局部物理条件决定的。
2. 并不自由允许参考系之间所有相对均匀运动的条件，两个惯性参考系之间的相对速度由光速限制。
3. 不是普遍的时间，而是每个惯性参考系拥有自己独立的时间观念。
4. 伽利略变换被洛伦兹变换取代。
5. 在所有惯性参考系中，所有物理定律都是相同的。

两种理论都假定存在惯性参考系。在实践中，这些参考系的大小差异很大，取决于引力潮汐力的影响。
在适当的背景下，一个局部牛顿惯性参考系，牛顿理论仍然适用，范围可延伸至大约107光年。
在狭义相对论中，考虑到爱因斯坦的思维实验，即自由落体中的舱室。根据爱因斯坦的思维实验，在这样的舱室里，一个人经历到的（近似）没有重力的情况，因此舱室可以视为一个近似的惯性参考系。然而，必须假设舱室的大小足够小，以便内部的引力场大致平行。相比于牛顿惯性参考系，这样的近似参考系可以大大缩小。例如，环绕地球的人工卫星可以看作是一个舱室。然而，足够敏感的仪器可能会在这种情况下探测到“微重力”，因为地球引力场的“力线”会汇聚。
通常，宇宙中的引力场汇聚决定了我们可能考虑的（局部）惯性参考系的尺度。例如，一艘飞船坠入黑洞或中子星时，会在一定距离内遭受足够强大的潮汐力，导致飞船的宽度被压缩并在长度上被撕裂。然而，相比之下，对于船内的宇航员来说，这些力可能仅仅让他们感到不适（压缩关节，导致他们在垂直于星体引力场的方向上伸展四肢困难）。进一步缩小尺度，在这个距离上，这些力对老鼠几乎没有任何影响。这表明，只要选取合适的尺度，所有自由下落的参考系都是局部惯性（没有加速度和重力的）。

### 电磁学
在某些情况下，有两种一致的伽利略变换可以用于电磁场。
如果{\displaystyle T\{*,v_{1}+v_{2}\}\neq T\{*,v_{1}\}+T\{*,v_{2}\}}，则变换{\displaystyle T\{*,v\}}不一致，其中{\displaystyle v_{1}}和{\displaystyle v_{2}}是速度。一个一致的变换将在一次或多次变换到新速度时产生相同的结果。不可能有同时变换磁场和电场后得到一个一致的伽利略变换。对于电场或磁场有一个占主导时，可以使用以下变换：

#### 磁场系统
对于磁场系统，当初始参考系中的电场不显著，而磁场较强时，相对速度{\displaystyle v^{\mathbf {r} }}较低时，可以使用以下变换：{\displaystyle {\begin{aligned}\mathbf {H^{'}} &=\mathbf {H} \\\mathbf {J_{f}^{'}} &=\mathbf {J_{f}} \\\mathbf {B^{'}} &=\mathbf {B} \\\mathbf {M^{'}} &=\mathbf {M} \\\mathbf {E^{'}} &=\mathbf {E} +v^{\mathbf {r} }\times \mathbf {B} \\\end{aligned}}}其中，{\displaystyle \mathbf {J_{f}} }是自由电流密度，{\displaystyle \mathbf {M} }是磁化密度。在这种变化下，当改变参考系时，电场会发生变换，但磁场和相关量保持不变。这种情况的一个例子是电线在磁场中移动，就像在普通发电机或电动机中发生的情况一样。运动参考系中变换的电场可以在导线中感生电流。

#### 电场系统
对于电场系统，当初始参考系中的磁场不显著，而电场较强时，相对速度{\displaystyle v^{r}}较低时，可以使用以下变换：{\displaystyle {\begin{aligned}\mathbf {E^{'}} &=\mathbf {E} \\\mathbf {D^{'}} &=\mathbf {D} \\\mathbf {\rho _{f}^{'}} &=\mathbf {\rho _{f}} \\\mathbf {P^{'}} &=\mathbf {P} \\\mathbf {H^{'}} &=\mathbf {H} -v^{\mathbf {r} }\times \mathbf {D} \\\mathbf {J_{f}^{'}} &=\mathbf {J_{f}} -\rho _{\mathbf {f} }v^{\mathbf {r} }\\\end{aligned}}}其中，{\displaystyle \rho _{\mathbf {f} }}是自由电荷密度，{\displaystyle \mathbf {P} }是极化密度。电场和相关量在变换参考系时保持不变，而磁场和自由电流密度发生变化。

## 功、动能和动量
因为在施加力的过程中，物体所经过的距离依赖于惯性参考系，因此做功也会依赖于惯性参考系。根据牛顿相互作用定律，会产生一个反作用力；它的做功方向与惯性参考系相反。总的来说，做功的量与惯性参考系无关。
相应地，物体的动能以及由于速度变化而导致的动能变化也依赖于惯性参考系。一个孤立系統的总动能同样依赖于惯性参考系：它是动量中心系中的总动能与若假设所有质量集中于質心时该总质量所具有的动能之和。由于动量守恒，后者随时间变化不变，因此总动能随时间变化的量不依赖于惯性参考系。
相比之下，虽然物体的动量也依赖于惯性参考系，但由于速度变化而引起的动量变化则不依赖于惯性参考系。